# Сибецу (посёлок)

Сибецу (яп. 標津町 Сибэцу-тё:) — посёлок в Японии, находящийся в уезде Сибецу округа Немуро губернаторства Хоккайдо. Площадь посёлка составляет 624,54 км², население — 5500 человек (30 июня 2014), плотность населения — 8,81 чел./км².

## Географическое положение
Посёлок расположен на острове Хоккайдо в губернаторстве Хоккайдо. С ним граничат посёлки Бецукай, Накасибецу, Раусу, Киёсато, Сяри.

## Население
Население посёлка составляет 5500 человек (30 июня 2014), а плотность — 8,81 чел./км². Изменение численности населения с 1980 по 2005 годы:
| 1980 | 7730 чел. |  |
| 1985 | 7577 чел. |  |
| 1990 | 7310 чел. |  |
| 1995 | 7087 чел. |  |
| 2000 | 6298 чел. |  |
| 2005 | 6063 чел. |  |

## Символика
Деревом посёлка считается Sorbus commixta, цветком — Rosa rugosa.

## Транспорт
До 1989 года в поселке функционировала станция Нэмуро-Сибэцу на линии Сибэцу JR Хоккайдо.